# Georg Sigmund Seld
Georg Sigmund Seld (* 21. Januar 1516 in Augsburg; † 26. Mai 1565 in Wien) war ein deutscher Jurist und Reichsvizekanzler.

## Leben
Seld wurde 1516 als Sohn von Georg Seld aus dessen vierter Ehe mit Priscilla Schaller geboren. Nach der Schulzeit in Augsburg studierte er ab 1531 in Ingolstadt, ab 1539 in Freiburg, anschließend in Padua, ab 1534 in Bologna, zwischendurch auch in Bourges. In Bologna wurde er Ende 1538 zum Dr. iur. promoviert. Seld war Humanist in der Nachfolge des Erasmus von Rotterdam.
1539 wurde er auf Empfehlung Anton Fuggers Kanzler des Bischofs von Freising, dann Rat Herzog Ludwigs von Bayern. Ab 1547 stand er in kaiserlichen Diensten und war seit etwa 1550 Reichsvizekanzler unter Karl V., Ferdinand I. und Maximilian II.
Zur Zeit Ferdinand I. war er dessen wichtigster Mitarbeiter. Seld blieb dem katholischen Glauben treu. Er war aber auch von einer tief greifenden Kirchenreform überzeugt. Seld hat 1557 zusammen mit dem Bischof von Naumburg Julius von Pflug das Wormser Religionsgespräch geleitet. Im Jahr 1558 erstellte er in dem Streit mit Papst Pius IV. ein Gutachten zur Rechtmäßigkeit der ohne päpstliche Beteiligung zu Stande gekommene Kaiserproklamation und zum Verhältnis von Papst und Kaiser insgesamt.
Seld war der am besten informierte Mann am kaiserlichen Hof. Er übte erheblichen Einfluss auf die Reichs- und Religionspolitik aus. Öffentliche Verlautbarungen des Kaisers wurden von ihm vorbereitet oder redigiert.
Nachdem Seld amtsmüde geworden war, wurde er 1563 von den Pflichten des Reichsvizekanzlers in Ehren entbunden. Kurze Zeit nachdem Maximilian II. die Regierung übernommen hatte, holte dieser Seld zurück.
Zu seinen Nachfahren gehört der Jurist, Schriftsteller und preußische Gesandtschaftssekretär in Krakau, Albert Freiherr von Seld (1799–1867) und der von den Nationalsozialisten verfolgte Homöopath und Tuberkulosearzt Alexander von Seld.